# Personaggi di Supergirl
Questa voce contiene un elenco dei personaggi presenti nella serie televisiva Supergirl, legata all'Arrowverse.

## Personaggi e interpreti

### Personaggi principali
- Kara Zor-El/Kara Danvers/Supergirl (stagione 1-6), interpretata da Melissa Benoist, doppiata da Veronica Puccio.
È la cugina di Superman, arrivata sulla Terra all'età di dodici anni, dopo la distruzione del suo pianeta natale Krypton, venendo adottata dalla famiglia Danvers. All'età di 24 anni, mentre lavora come assistente per l'agenzia CatCo, inizia a usare i suoi poteri per proteggere la sorella Alex e gli abitanti di National City, divenendo nota come "Supergirl". Seppur riesca il più delle volte a tenere segreta la sua doppia vita, diverse persone come Cat, Lena e Snapper Carr hanno dei sospetti riguardo alla sua doppia identità. Durante il crossover "Crisi su Terra-X" è apparsa Kara/Overgirl, la doppelganger malvagia di Terra-X. Nella terza stagione rimane scioccata nello scoprire che una parte di Krypton, Argo City, esiste ancora e che sua madre Alura è ancora viva. Alla fine decide di restare sulla Terra, riconoscendo che Argo non è più la sua casa. Nel finale della terza stagione, a causa dell'uso dell'Harun El contro Reign, si è creato un clone di Kara che si trova in Siberia.
- James "Jimmy" Olsen/Guardian (stagione 1-4, ricorrente stagione 5, guest star stagione 6), interpretato da Mehcad Brooks, doppiato da Stefano Crescentini. È un fotografo della CatCo che lavora con Kara. Nella seconda stagione diventa il vigilante noto come Guardian. Nella terza stagione inizia una relazione con Lena Luthor e rivela a National City di essere Guardian, per poi lasciarla.
- Alexandra "Alex" Danvers (stagione 1-6), interpretata da Chyler Leigh, doppiata da Stella Musy.
È la sorella adottiva di Kara e agente del DEO. Nella seconda stagione della serie, Alex si rende conto di essere lesbica grazie all'arrivo della detective Maggie Sawyer. Nel corso degli episodi, Alex scopre di provare dei sentimenti per la detective che inizialmente sono respinti, ma poi ricambiati. Nonostante gli ostacoli, per esempio il rapimento di Alex, la loro storia prosegue e alla fine della seconda stagione Alex chiede a Maggie di sposarla. Nella terza stagione le due si lasciano. Alla fine delle terza stagione Alex diventa direttrice del DEO.
- Winslow "Winn" Schott (stagioni 1-3, ricorrente stagione 4-6), interpretato da Jeremy Jordan, doppiato da Davide Perino.
Un esperto di tecnologia che lavora al fianco di Kara alla CatCo, figlio del criminale Winslow Schott Senior/Il Giocattolaio. È il miglior amico di Kara e nella prima stagione le confessa di avere una cotta per lei, ma viene respinto. Alla fine della terza stagione decide di andare nel 31º secolo per aiutare la Legione dei Supereroi.
- Martian Manhunter/J'onn j'onzz (stagione 1-6), interpretato da David Harewood, doppiato da Paolo Marchese. Un potente Marziano Verde che si nasconde sotto le sembianze dell'umano Hank Henshaw, capo del Dipartimento di Operazioni Extranormali (DEO) pensato morto. Il vero Hank Henshaw dopo essere stato apparentemente ucciso da Jeremiah Danvers, padre adottivo di Kara, viene salvato dal progetto Cadmus e trasformato nel Cyborg Superman. Il marziano prenderà il nome di Martian Manhunter. Lascia il DEO alla fine della terza stagione per seguire le orme del padre e stare a contatto con la gente.
- Catherine "Cat" Grant (stagione 1, ricorrente stagione 2-3,6), interpretata da Calista Flockhart, doppiata da Alessandra Korompay.
È la fondatrice della CatCo. Sa, anche se indirettamente, che Kara è Supergirl, ma tace al riguardo quando la ragazza la svia dai sospetti con l'aiuto di Hank. Si prende un periodo di aspettativa dal giornale, lasciandolo a Jimmy, divenuto capo ad interim. Torna nel finale della stagione dove si scopre di aver passato il tempo in Bhutan in gravi ristrettezze, ma comunque felice dell'esperienza. Inoltre rivela di aver sempre saputo che la sua amica è la supereroina che stima e riprende il posto di capo della CatCo. All'inizio della terza stagione diventa la portavoce del Presidente degli Stati Uniti riducendo di molto la sua presenza.
- Mon-el/Valor (stagioni 2-3, guest star stagione 5-6), interpretato da Chris Wood, doppiato da Daniele Raffaeli. Un supereroe simile a Superman e Supergirl proveniente dal pianeta Daxam e arrivato sulla Terra con la capsula vista al termine della prima stagione. I due iniziano una relazione intervallata da varie situazioni che si conclude quando la madre dell'alieno, la Regina Rhea, attacca la Terra. Ma questa viene sconfitta da un macchinario contenente una sostanza letale (il piombo) così i Daxamiti vengono uccisi e l'ex principe di Daxam è costretto a lasciare la Terra. In seguito la sua navicella viene inghiottita da una buco spazio-temporale lasciando incerto il suo destino. Ritorna nell'episodio Wake Up della terza stagione quando viene trovato all'interno di un'astronave sommersa. Si scopre che il wormhole l'ha condotto sulla Terra del 31º secolo dove la L-Corp l'ha curato dall'allergia al piombo e che per lui sono trascorsi sette anni. Viene inoltre rivelato che è sposato con Saturn Girl e ha fondato la Legione dei Super-Eroi. Quando la Legione decide di tornare nel futuro lui e Imra si mettono d'accordo di farlo restare, in modo che possa chiarire i suoi sentimenti. Alla fine della terza stagione decide di tornare nel futuro perché capisce che il suo destino è essere un eroe lì.
- Maggie Sawyer (stagione 2, ricorrente stagione 3), interpretata da Floriana Lima, doppiata da Angelica Bolognesi. Detective della NCPD interessata a casi riguardanti alieni e metaumani. Incita più volte Alex a fare coming out e quando poi scopre che la ragazza prova sentimenti per lei, inizialmente non ricambia, ma poi capisce di amarla e le due iniziano una relazione. Supera diverse difficoltà grazie ad Alex e alla fine della seconda stagione, Alex le chiede di sposarla. Lei e Alex rompono nella terza stagione.
- Lena Kieran Luthor (stagione 2-6), interpretata da Katie McGrath, doppiata da Benedetta Ponticelli.
Sorella di Lex Luthor e nuovo capo della Luthor Corp, alla quale vuole ridare un'immagine di prestigio dopo l'incarcerazione del fratello. Come Cat, anche lei ha forti sospetti sul fatto che la sua amica Kara sia la supereroina che l'aiuta sempre. Nella terza stagione acquista la CatCo per evitare che finisca nelle mani di Morgan Edge, uomo d'affari senza scrupoli e diventa un'ottima amica per Kara. Seppur a rilento, come il fratello, sa della doppia vita dell'amica. È la prima a scoprire che la sua amica e dipendente Samantha Arias è in realtà Reign, promettendo di curarla. Dopo che il DEO scopre che usava la kryptonite per tenere Reign sotto controllo il rapporto tra lei e Supergirl si deteriora. Alla fine della terza stagione lei e Eve Teschmacher iniziano una cooperazione per sfruttare l'Harun El, ottenuto segretamente da Lena.
- Samantha Arias/Reign (stagione 3, ricorrente stagione 5), interpretata da Odette Annable, doppiata da Gea Riva. La Kriptoniana arrivata sulla Terra trentacinque anni prima della storia con la capsula vista al termine della seconda stagione. Ha una vita tranquilla con una figlia di nome Ruby, fino a che non si trasforma nella Worldkiller Reign. A seguito di ciò ha molti scontri con Supergirl, mandandola anche in coma, e il DEO. Rimane all'oscuro della sua controparte malvagia fino all'episodio In Search of Lost Time, in cui vede se stessa diventare Reign. Alla fine riesce a liberarsi di Reign e a tornare umana.
- Querl Dox/Brainiac 5 (stagione 4-6, ricorrente stagione 3), interpretato da Jesse Rath, doppiato da Alex Polidori. Querl Dox è un Coluano, parte del "clan Brainiac", del 31º secolo e un membro della Legione dei Super-Eroi. Intelletto di livello 12 è considerato un genio persino per gli standard di Colu, dagli altri legionari è soprannominato Brainy. Entra a far parte del DEO nel finale della terza stagione, dato che non può tornare nel futuro.
- Agente Liberty (stagione 4, guest star stagione 5), interpretato da Sam Witwer
- Nia Nal/Dreamer (stagione 4-6), interpretata da Nicole Maines.
- Colonnello Haley (stagione 4-6) interpretata da April Parker Jones.

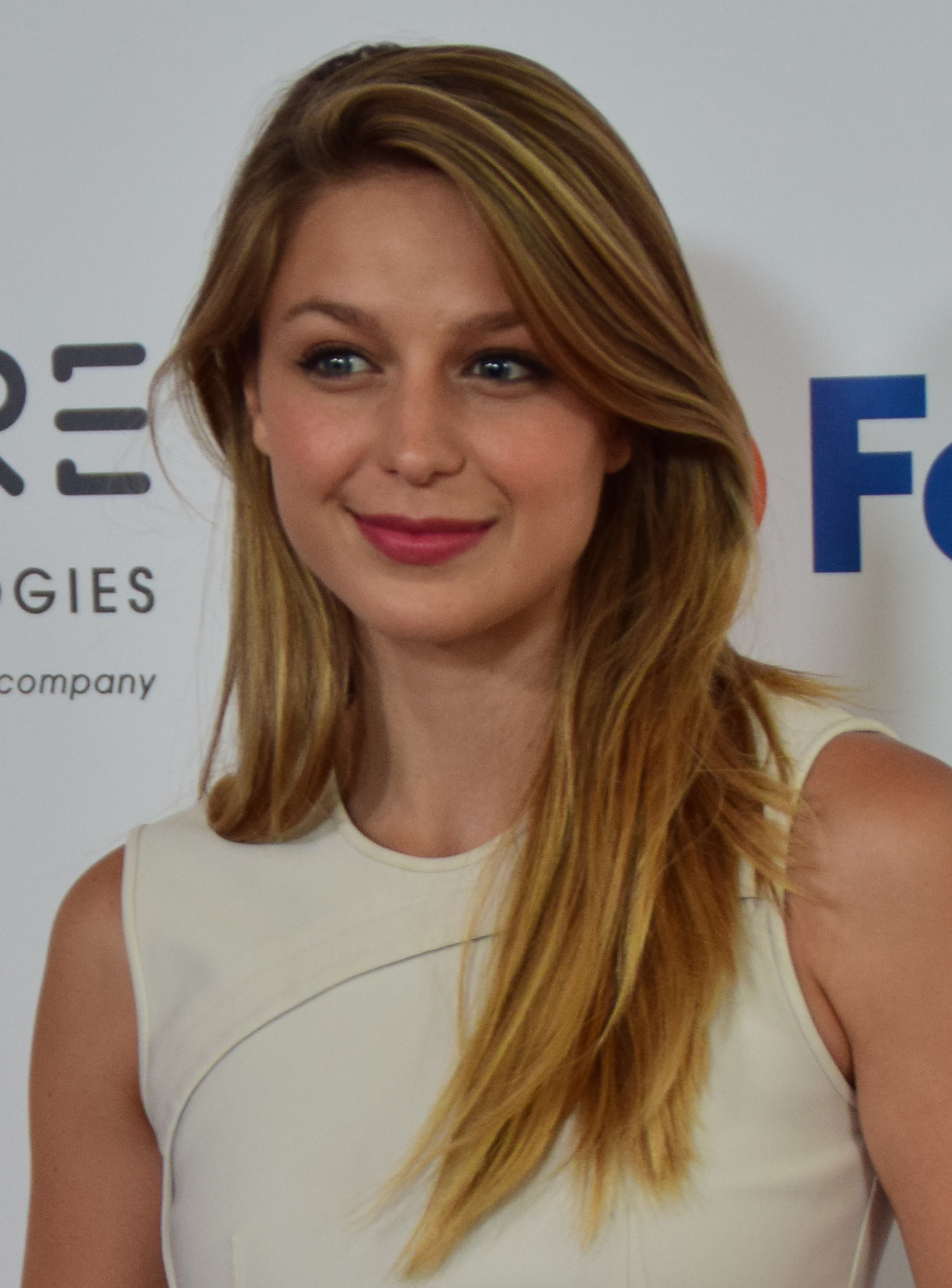
Melissa Benoist, interpreta Kara Zor-El/Kara Danvers/Supergirl
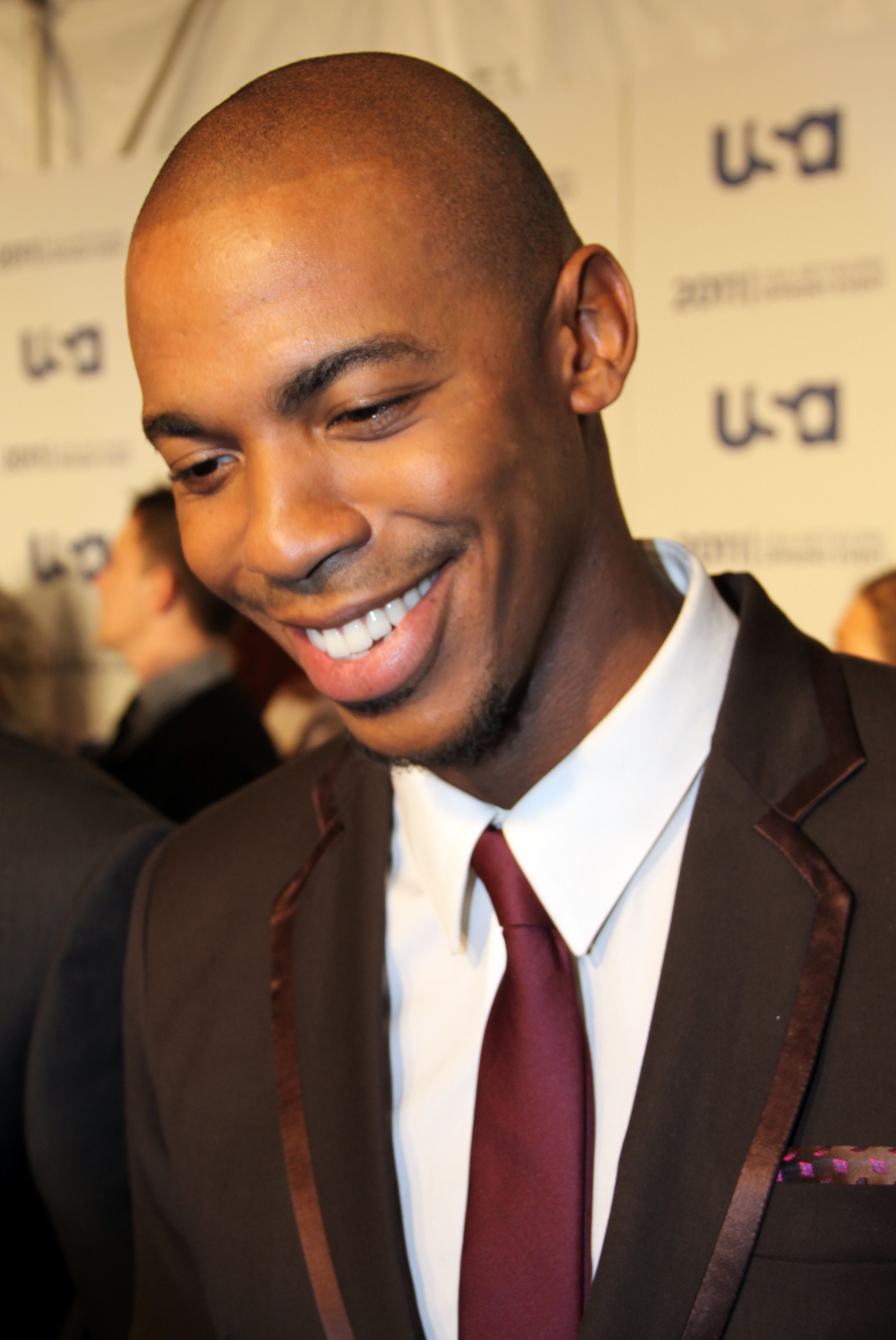
Mehcad Brooks interpreta James "Jimmy" Olsen/ Guardian
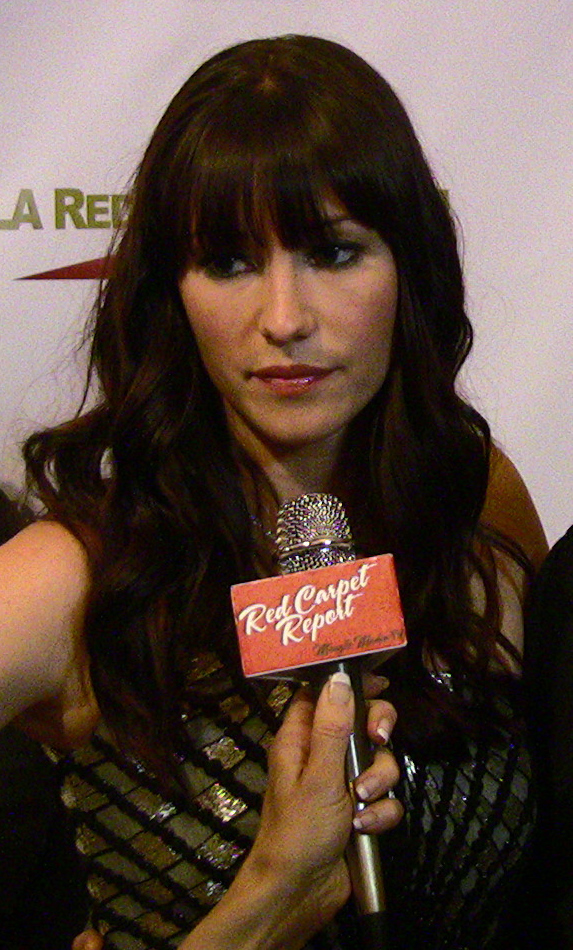
Chyler Leigh interpreta Alexandra "Alex" Danvers
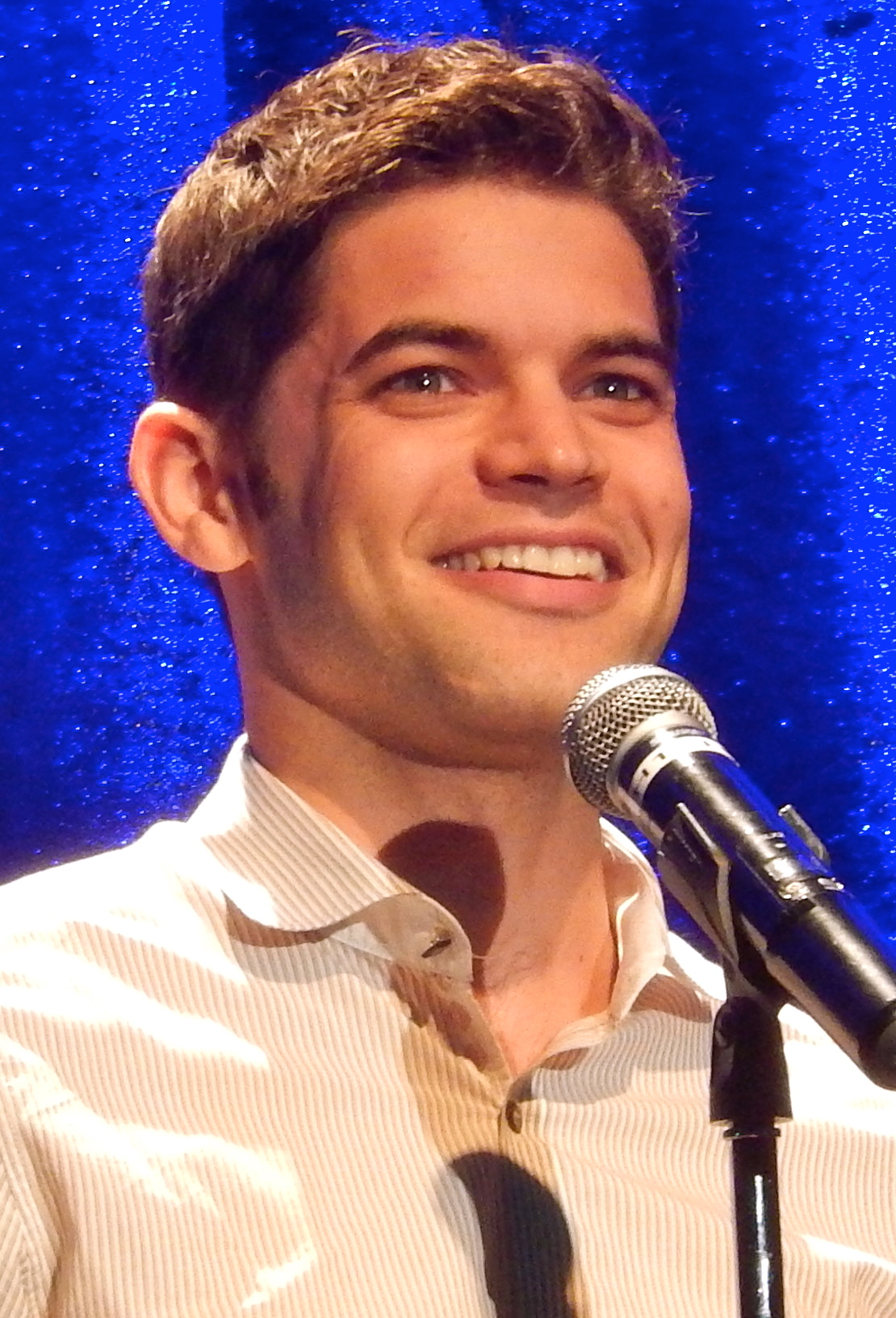
Jeremy Jordan interpreta Winslow "Winn" Schott
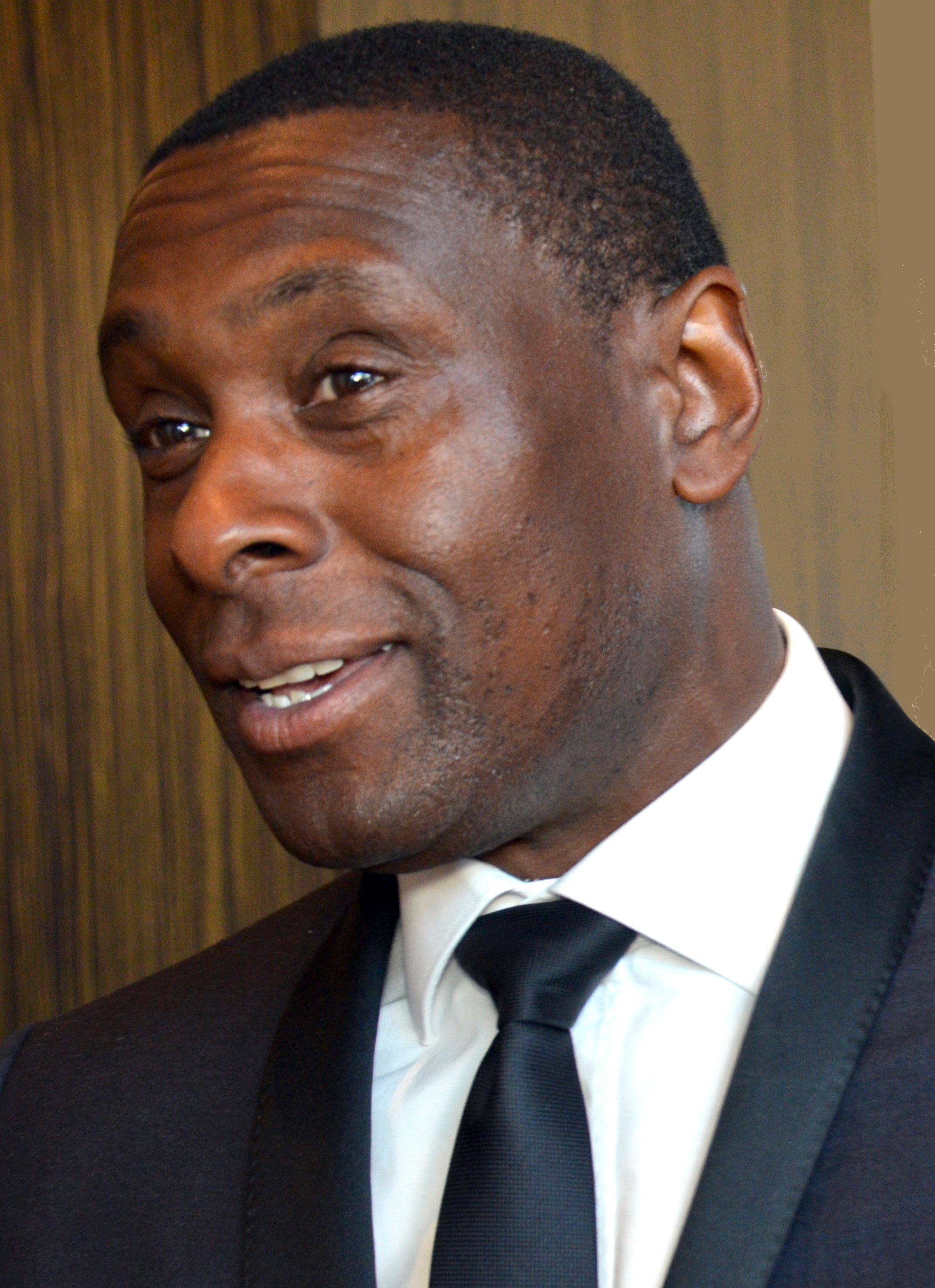
David Harewood interpreta Hank Henshaw/J'onn J'onzz/Martian Manhunter
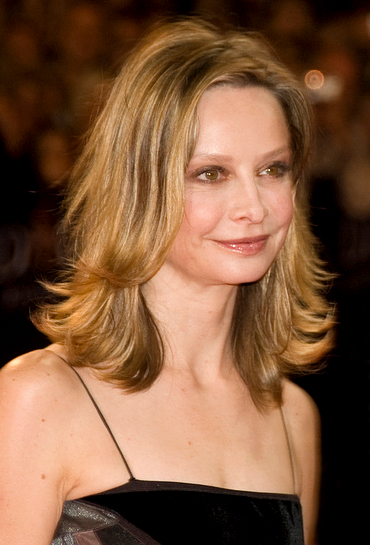
Calista Flockhart interpreta Cat Grant
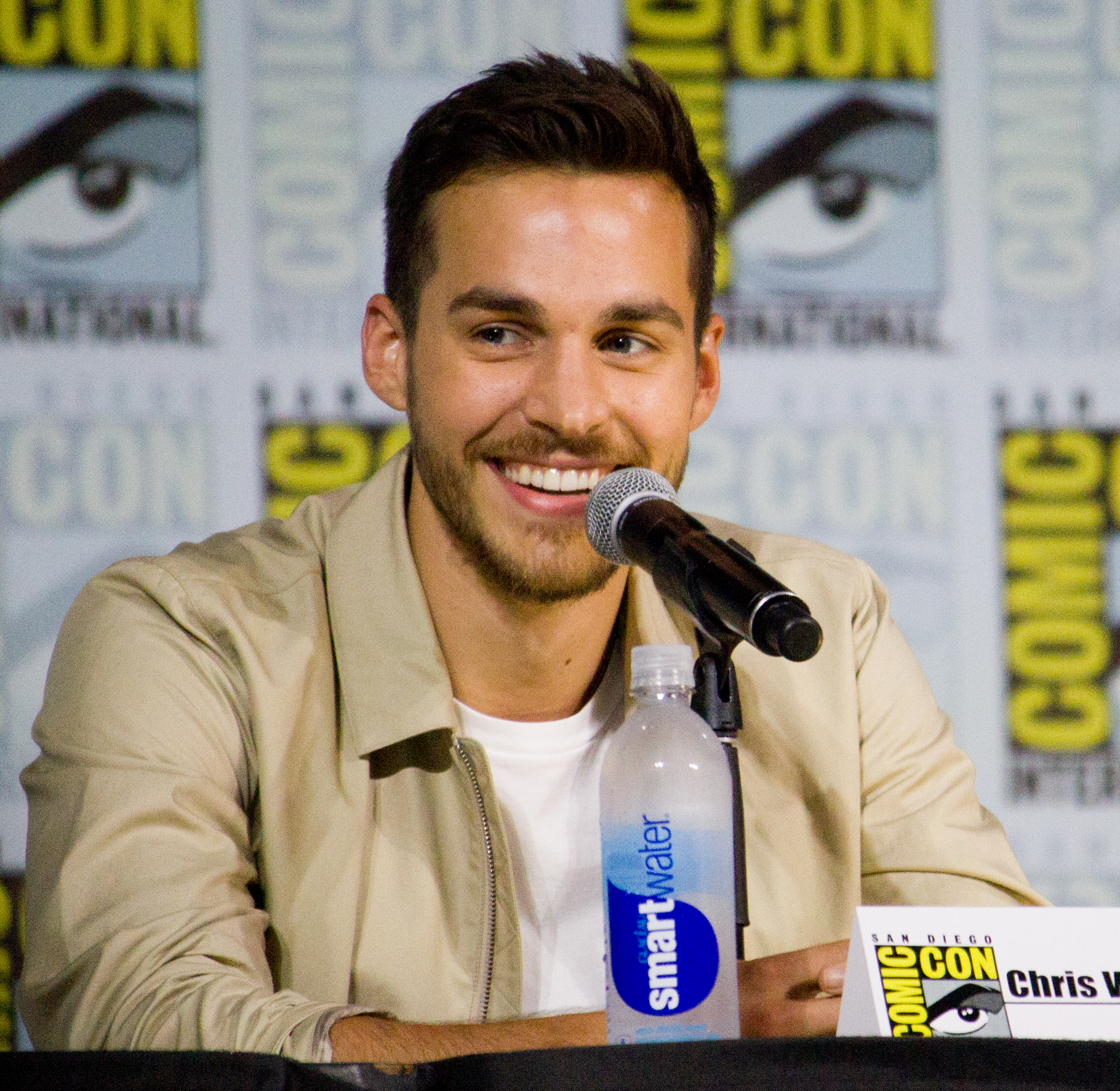
Chris Wood interpreta Mon-El
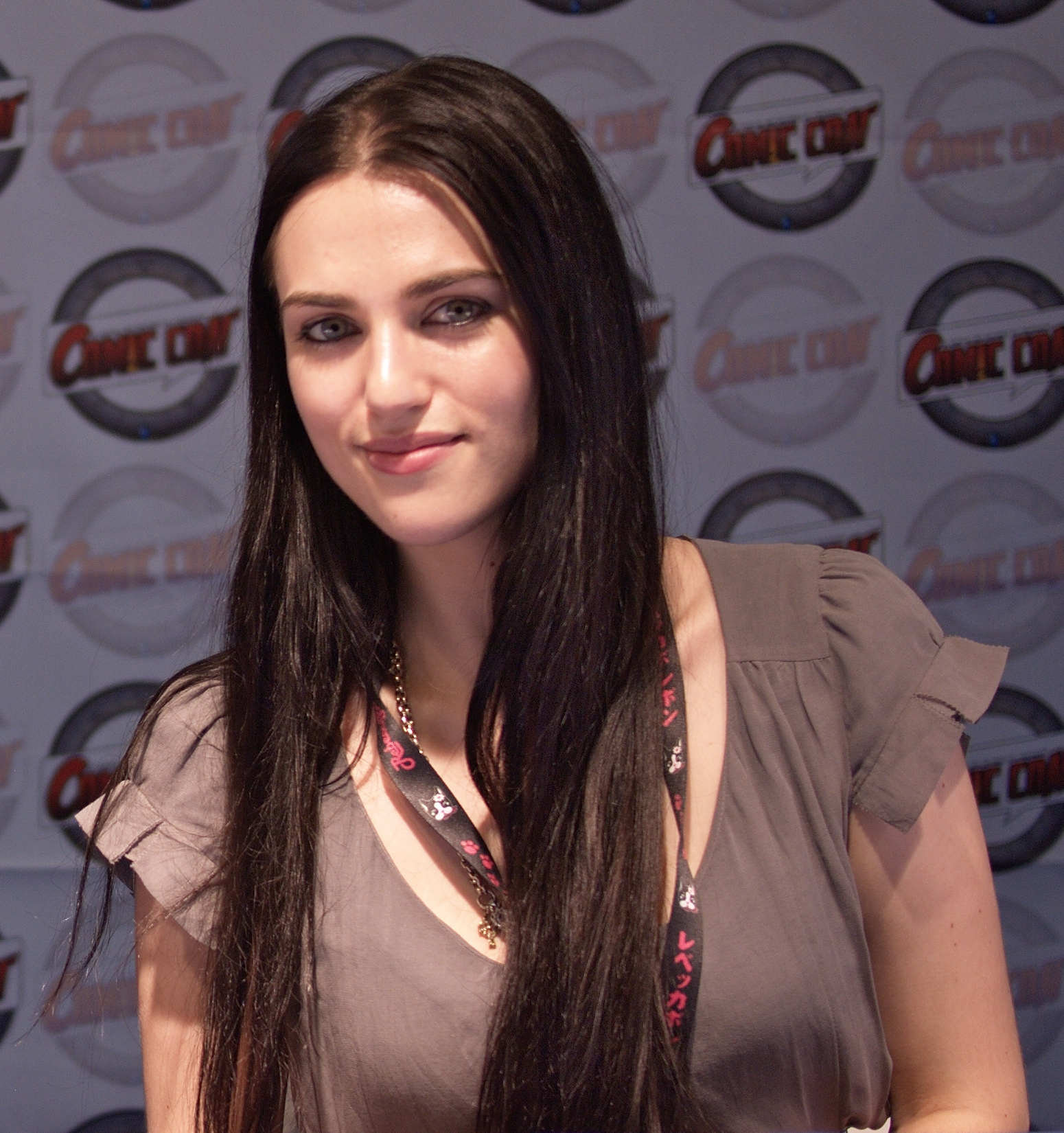
Katie McGrath interpreta Lena Luthor
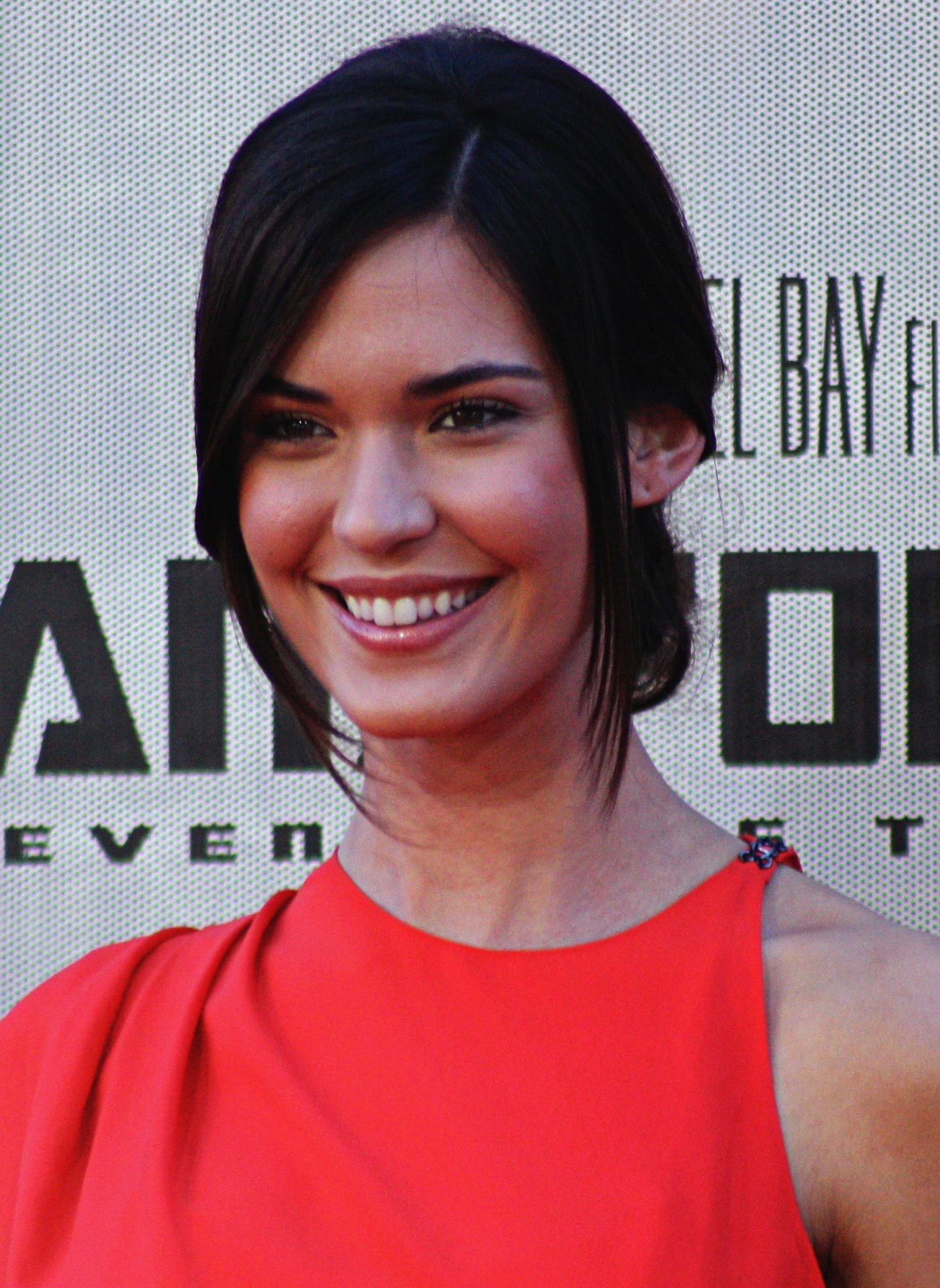
Odette Annable interpreta Samantha Arias/Reign
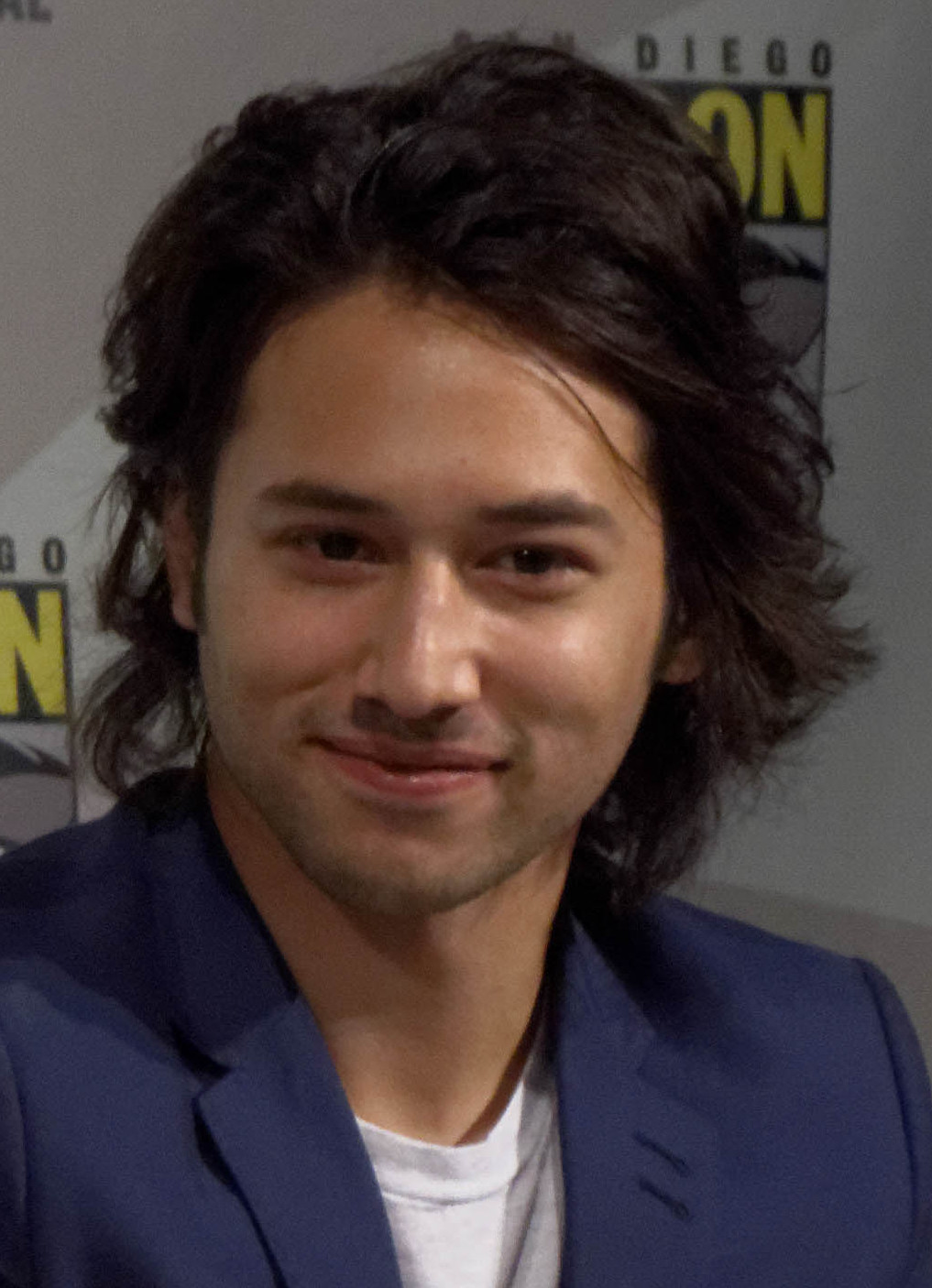
Jesse Rath interpreta Querl Dox/Brainiac 5
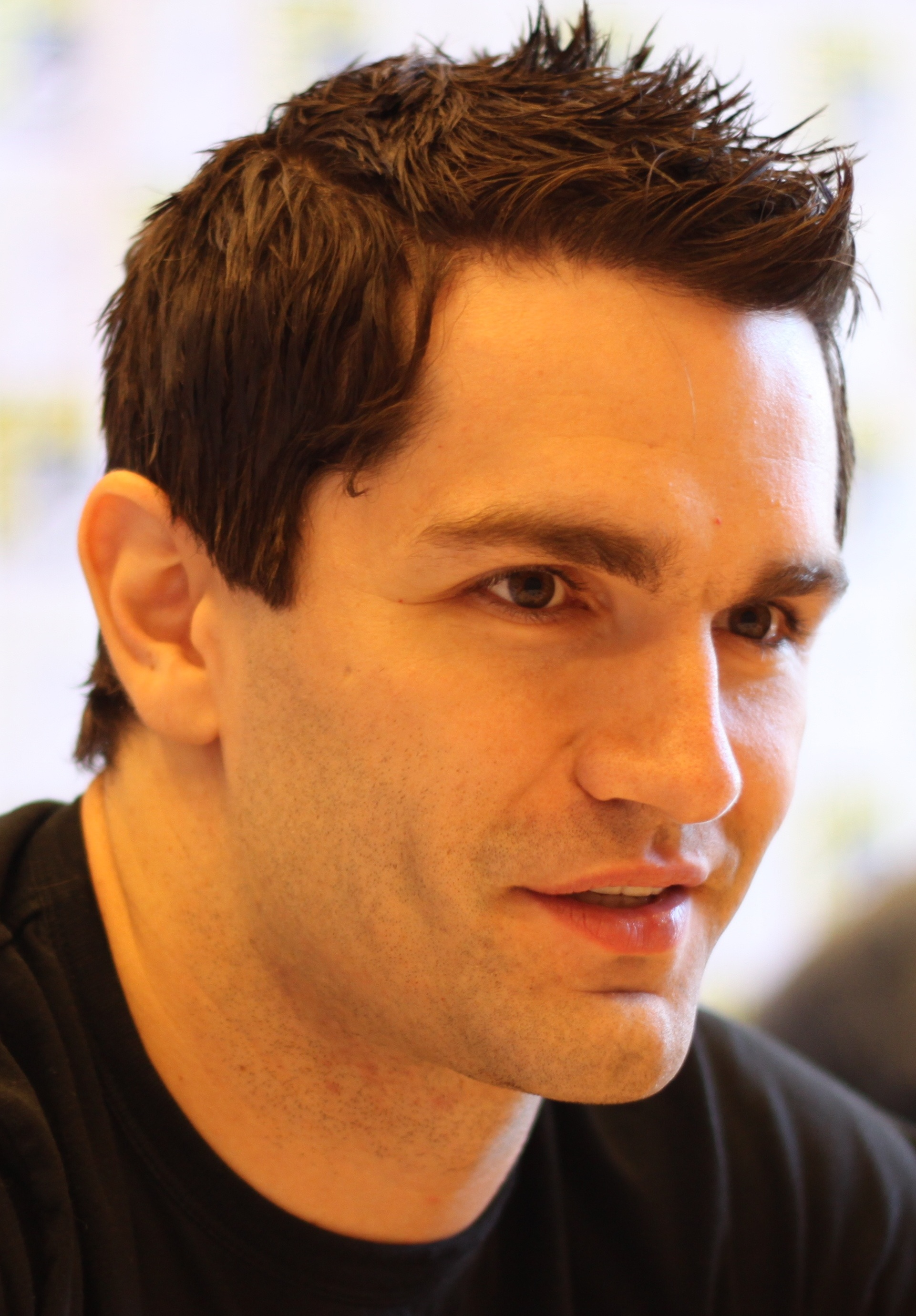
Sam Witwer interpreta Agente Liberty

### Personaggi secondari o ricorrenti
- Alura Zor-El (stagioni 1, 3, guest star stagione 2) Interpretata da Laura Benanti (stagioni 1-2) e Erica Durance (stagione 3), doppiata da Claudia Catani. La madre di Kara, una dei più importanti giudici di Krypton. Si credeva fosse morta durante l'esplosione del pianeta ma nella terza stagione si scopre che è sopravvissuta e ora vive ad Argo City, una città kryptoniana scampata alla distruzione. Lei e Kara si reincontrano nell'episodio "Dark Side of the Moon". Alla fine della terza stagione torna a Argo City per sentenziare Selena e perché capisce che la casa di Kara è ora sulla Terra. Sulla Terra è presente come ologramma che aiuta e consiglia Kara.
- Astra Zor-El (stagione 1), interpretata da Laura Benanti, doppiata da Claudia Catani.
La zia biologica di Kara, vuole vendicarsi della sorella, colpevole di averla fatta imprigionare a Fort Rozz, dopo aver comesso azioni malvagie sia su Krypton che sulla Terra. Astra muore a causa di Alex nella prima stagione trafitta da una spada di Kriptonite.
- Eliza Danvers (stagione 1, guest star stagioni 2-6), interpretata da Helen Slater, doppiata da Alessandra Cassioli.
Scienziata e madre di Alex, nonché madre adottiva di Kara sulla Terra insieme al marito. Quando questi inizia a lavorare con i nemici per salvaguardare Kara e rimane disperso in una missione, Eliza cercherà le prove che Hank sia coinvolto nella morte di Jeremiah. Proprio a causa di questo evento, inizialmente, non vede di buon occhio il DEO e rimane contrariata dal fatto che Alex ci lavori. La Slater ha interpretato il ruolo di Kara nel film del 1984 Supergirl - La ragazza d'acciaio.
- Jeremiah Danvers (stagioni 1-2), interpretato da Dean Cain, doppiato da Massimo Bitossi.
Padre di Alex e padre adottivo di Kara che ha iniziato a lavorare con Hank per proteggere Kara, ma viene ucciso in circostanze non specificate, quando lui e Hank tentano di catturare J'onn J'onzz, ma viene ucciso prima che questi uccidesse Hank. Prima di morire, chiede a J'onzz di cercare le sue figlie. Cain è stato protagonista nel ruolo di Clark Kent nel telefilm Lois & Clark - Le nuove avventure di Superman.
- Maxwell"Max" Lord (stagione 1), interpretato da Peter Facinelli, doppiato da Gabriele Sabatini.
Ingegnere tecnologico che vuole scoprire l'identità di Supergirl a tutti i costi diventando suo nemico durante il processo.
- Lucy Lane (stagione 1), interpretata da Jenna Dewan, doppiata da Francesca Manicone.
Sorella minore di Lois Lane e maggiore dell'esercito degli Stati Uniti. È inoltre avvocato e legale nella squadra del padre, fino a quando questa rassegnerà le sue dimissioni decidendo di rimanere a National City.
- Agente Vasquez (stagione 1, guest star stagioni 2-3), interpretata da Briana Venskus, doppiata da Barbara Villa.
Agente del DEO e collega di lavoro di Alex.
- Sam Lane (stagione 1), interpretato da Glenn Morshower, doppiato da Michele Gammino.
Generale dell'esercito e iperprotettivo padre di Lucy e Lois che arriva a National City quando Supergirl commette azioni che danneggiano i programmi governativi.
- Non (stagione 1), interpretato da Chris Vance, doppiato da Francesco Prando.
Scienziato nella lega della casata degli El e brutale soldato Kryptoniano sinistro, potente e arrabbiato. È l'antitesi di Supergirl nonché la sua più grande minaccia. È un subordinato di Astra nonché suo marito, quindi zio di Kara.
- Leslie Willis/Livewire (stagione 1, guest star stagioni 2-3), interpretata da Brit Morgan, doppiata da Valentina Mari.
Radiocronista del CatCo, quando viene colpita da un fulmine acquisisce il potere dell'elettrocinesi, dovuto anche al fatto che quando il fulmine la colpì lei aveva toccato Supergirl e il suo DNA alieno l'ha trasformata in una superumana; Leslie diventerà una criminale. Muore nella terza stagione per salvare Supergirl, durante una missione a Fort Rozz.
- Siobhan Smythe/Silver Banshee (stagione 1), interpretata da Italia Ricci, doppiata da Letizia Ciampa.
Neo-assunta alla CatCo che si scontra con Kara. A causa di una maledizione che colpisce tutte le donne della sua famiglia, Siobhan svilupperà il potere di emettere dalla bocca un ultrasuono dal potere devastante, trasformandosi in Silver Banshee.
- Indigo (stagione 1), interpretata da Laura Vandervoort, doppiata da Alessia Amendola.
Una Coluana, chiamata anche Brainiac, è un'entita sia fisica che digitale, un tempo era detenuta a Fort Rozz, ama sterminare le razze, infatti a causa della sua forza e della sua crudeltà è stata definita la creatura aliena più pericolosa di Fort Rozz. Diverse volte ha dimostrato di provare una certa attrazione (non ricambiata) per Non. La Vandervoort ha interpretato il ruolo di Kara Zor-El/Supergirl nella serie TV Smallville
- Kal-El / Clark Kent / Superman (stagione 2, guest star stagione 4), interpretato da Tyler Hoechlin, doppiato da Massimiliano Manfredi.
È il potentissimo cugino di Kara arrivato sulla Terra 24 anni prima di lei.
- Lillian Luthor (stagione 2, guest star stagioni 3-6), interpretata da Brenda Strong, doppiata da Emanuela Rossi.
Misterioso capo del Progetto Cadmus atto a creare metaumani e madre di Lena. Nonostante provi grande disprezzo verso Superman e Supergirl, si è alleata con lei per fermare l'invasione Daxamita. Nella terza stagione è stata arrestata da Lena stessa.
- Snapper Carr (stagione 2), interpretato da Ian Gomez, doppiato da Francesco De Francesco.
Un nuovo giornalista assunto da Cat che ne diviene il caporedattore.
- Olivia Marsdin (stagione 2, guest star stagione 4), interpretata da Lynda Carter, doppiata da Eva Ricca.
È il presidente degli Stati Uniti. La Carter ha interpretato Wonder Woman nell'omonima serie televisiva del 1976.
- M'gann M'rozz / Miss Martian (stagione 2, guest star stagione 3), interpretata da Sharon Leal, doppiata da Selvaggia Quattrini. Ultima abitante di Marte, è un marziano bianco, anche se si finge della stessa razza di J'onn. Prova disprezzo verso i suoi simili per le atrocità commesse verso i Marziani Verdi. Nella seconda stagione decide di tornare su Marte per trovare altri Bianchi desiderosi, come lei, di cambiamento e pace. Nella terza stagione chiede a J'onn di raggiungerla su Marte, dove gli rivela che suo padre è ancora vivo.
- Rhea (stagione 2), interpretata da Teri Hatcher, doppiata da Irene Di Valmo.
Madre di Mon-El e Regina di Daxam, arriva sulla Terra per cercare il figlio ma quando questi si rifiuta di tornare decide di invadere la Terra per trasformarla nel Nuovo Daxam. Muore a seguito dell'avvelenamento dell'atmosfera terrestre con il piombo. Nutre un grande odio per Supergirl e per Krypton che considera colpevoli di averle portato via tutto. Ha dimostrato inoltre di essere spietata, arrivando ad uccidere il marito Lar Gand pur di raggiungere il suo scopo.
- Lar Gand (stagione 2), interpretato da Kevin Sorbo, doppiato da Mario Cordova. 
Padre di Mon-El e re di Daxam arriva sulla Terra per cercare il figlio. Viene ucciso da sua moglie Rhea perché aveva deciso di lasciare che loro figlio vivesse sulla Terra.
- Lyra Strayd (stagione 2), interpretata da Tamzin Merchant, doppiata da Chiara Gioncardi. 
Un'aliena originaria di Star-Haven che diventa l'interesse amoroso di Winn.
- Morgan Edge (stagione 3), interpretato da Adrian Pasdar, doppiato da Alessio Cigliano.
Uomo d'affari senza scrupoli e rivale di Lena Luthor. La donna gli soffia la CatCo dando inizia alla loro lotta.
- M'yrnn J'onzz (stagione 3, guest star stagione 4), interpretato da Carl Lumbly, doppiato da Fabrizio Temperini.
Il padre di J'onn J'onnz., rimasto prigioniero per secoli dei Marziani Bianchi. Dopo essere stato liberato andrà a vivere sulla Terra. A seguito della sua lunga prigionia svilupperà il corrispettivo marziano della demenza, perdendo molta memoria. Si sacrifica nel finale della terza stagione per salvare la Terra.
- Ruby Arias (stagione 3), interpretata da Emma Tremblay.
La figlia di Samantha. Non sa che la madre è un'aliena, ma comincia ad essere curiosa quando questa la salva da un incidente riuscendo a sollevare una pensate antenna a mani nude. È una grande fan di Supergirl.
- Imra Ardeen / Saturn Girl (stagione 3), interpretata da Amy Jackson, doppiata da Emanuela D'Amico. È la moglie di Mon-El e membro della Legione dei Super-Eroi. Imra proviene dal 31º secolo ed è originaria di Titano, la luna di Saturno. Aveva una sorella, Praye Ardeen, uccisa dal Blight. Il suo matrimonio con Mon-El ha origini politiche, Imra infatti faceva parte di un'importante famiglia Titaniana e lo sposò per evitare una guerra tra Titano e la Terra. I due tuttavia svilupparono dei sentimenti reciproci con il passare degli anni. Alla fine lei e Mon-el tornano nel futuro per guidare la legione. Imra ha il potere della telepatia, come gli altri abitanti del suo pianeta, e può spostare oggetti con la mente. Inoltre, come Legionaria, possiede una propria armatura nera e rossa, con al centro rappresentato Saturno.
- Mercy Graves (stagione 4), interpretata da Rhona Mitra
- Otis Graves (stagioni 4), interpretato da Robert Baker
- Manchester Black (stagioni 4), interpretato da David Ajala
- Baker (stagioni 4), interpretato da Bruce Boxleitner
- Lois Lane (stagione 4-6) interpretata da Bitsie Tulloch
- Kelly Olsen  (stagione 4-6) interpretata da Azie Tesfai [1]
- Lex Luthor (stagione 4-6) interpretato da Jon Cryer
- Zor-El (stagione 6) interpretato da Jason Behr